# История почты и почтовых марок Бахрейна
История почты и почтовых марок Бахрейна, островного государства на одноимённом архипелаге в Персидском заливе в Юго-Западной Азии и самого маленького арабского государства, условно подразделяется на период его пребывания под протекторатом Великобритании (1861—1971) и период независимого Королевства Бахрейн (с 14 августа 1971 года). До выпуска собственных марок в 1960 году в Бахрейне использовались почтовые марки Британской Индии без надпечаток (до 1933), затем с надпечатками (1933—1947), почтовые марки Великобритании с надпечатками (1948—1960).
Бахрейн является членом Всемирного почтового союза (ВПС; с 1973). С 1 мая 1986 года Бахрейн — член Арабского почтового союза. Королевство также стало соучредителем Почтовой организации Персидского залива (Gulf Postal Organization). Современным почтовым оператором страны является компания Bahrain Post.

## Развитие почты
Первое почтовое отделение в Бахрейне открылось 1 августа 1884 года в столице Манаме. Это был филиал индийского почтового отделения (Indian Post Office) в Бушире (Иран), при этом оба они относились к Бомбейскому почтовому округу Индии (Bombay Postal Circle). Это почтовое отделение оставалось единственным до 1946 года. На Бахрейн распространялись индийские почтовые тарифы. До 1933 года в Бахрейне использовались почтовые марки Британской Индии без каких-либо надпечаток. Прошедшие там почту марки устанавливаются по оттискам почтовых штемпелей, которые показаны в специализированных каталогах.
Второе в Бахрейне почтовое отделение открылось в Мухарраке в 1946 году.
После раздела Британской Индии в 1947 году бахрейнская почта перешла в ведение почтовой службы Пакистана, а с 1 апреля 1948 года — в ведение британского почтового агентства.
В 1950 году специально для нефтяной компании BAPCO в Авали было открыто почтовое отделение — третье в стране.
В начале 1950-х годов бахрейнское почтовое управление стало относительно самостоятельным.
С 1 января 1966 года в Бахрейне появилась собственная валюта (1 бахрейнский динар = 1000 филсам) и была сформирована самостоятельная почтовая администрация.
В связи с обретением независимости от Великобритании и вступлением в ООН, 22 декабря 1973 года Бахрейн был принят во Всемирный почтовый союз.
Рост объёмов пересылки почтовых отправлений в королевстве характеризовался следующими цифрами:
| С использованием пароходов | 1966  | 1970   | 1974   |
| -------------------------- | ----- | ------ | ------ |
| Отправлено писем           | 1 899 | 2 426  | 4 800  |
| Получено писем             | 8 680 | 11 195 | 15 300 |
| Отправлено посылок         | 3 576 | 3 030  | 5 000  |
| Получено посылок           | 5 292 | 7 398  | 8 300  |

| С использованием самолётов | 1966   | 1970   | 1974   |
| -------------------------- | ------ | ------ | ------ |
| Отправлено писем, тыс. кг  | 86,9   | 70,4   | 95,0   |
| Получено писем, тыс. кг    | 61,9   | 89,3   | 165,0  |
| Отправлено посылок         | 2 604  | 5 627  | 14 100 |
| Получено посылок           | 18 536 | 25 853 | 22 300 |

Объём почтовых переводов в обоих направлениях в 1970 году составлял сумму, эквивалентную 135 тысячам бахрейнских динаров, а в 1975 году он оценивался уже в 200 тысяч динаров. Тогда же ежегодно из Бахрейна отправлялось 120 тысяч телеграмм, а получалось 150 тысяч телеграмм.
1 мая 1986 года королевство стало участником Арабского почтового союза.
В настоящее время все внутренние и международные почтовые отправления проходят через Сортировочный центр в Мухарраке, где осуществляется их сортировка и рассылка по почтовым отделениям.

### Список почтовых отделений в Бахрейне
В таблице ниже приводится список почтовых отделений в Бахрейне с указанием даты открытия и местонахождения соответствующего почтового отделения:
| Почтовое отделение                                | Дата открытия    | Местонахождение                                    | Примечание |
| ------------------------------------------------- | ---------------- | -------------------------------------------------- | ---------- |
| Почтовое отделение в Манаме                       | 1 августа 1884   | г. Манама, блок 315, Гавернмент Авеню, д. 138      |            |
| Почтовое отделение в Мухарраке                    | 1 июня 1946      | Аль-Хала, блок 215, 1535, д. 1118                  |            |
| Почтовое отделение в Авали                        | 1 июля 1950      |                                                    |            |
| Почтовое отделение в Риффе                        | 9 октября 1980   | Западная Риффа, блок 912, Риффа Стрит, д. 174      |            |
| Почтовое отделение в Дуразе                       | 12 сентября 1981 | —                                                  | Закрыто    |
| Почтовое отделение в аэропорту                    | 1 апреля 1984    | Мухаррак, аэропорт, д. 3040, зал вылетов, 1-й этаж |            |
| Почтовое отделение в Хидде                        | 16 июня 1984     | г. Хидд, блок 103, 331, д. 1352                    |            |
| Почтовое отделение в Дипломатической зоне         | 17 мая 1986      | г. Манама, блок 317, 1701, д. 60                   | В Манаме   |
| Почтовое отделение в городе Иса                   | 13 ноября 1986   | г. Иса, блок 810, 1010, д. 3200                    |            |
| Почтовое отделение в Адлии                        | 15 ноября 1987   | г. Адлия, блок 336, 3601, д. 13                    |            |
| Почтовое отделение в городе Хамад                 | 9 октября 1988   | г. Хамад, блок 1210, 1059, д. 3859                 |            |
| Почтовое отделение на Центральном рынке           | 26 декабря 1989  | г. Манама, блок 314, Лулу, д. 6                    | В Манаме   |
| Почтовое отделение в торговом комплексе «Бахрейн» | 11 июня 2002     | Санабис, блок 410, 28, д. 19                       | В Манаме   |
| Почтовое отделение в Будайе                       | 4 октября 2003   | Будайя, блок 553, 5339, д. 1381                    |            |

Почтовые отделения, за некоторыми исключениями, открыты с 07:00 до 18:00, с перерывом на обед с 14:00 до 16:00, выходной — пятница.

## Выпуски почтовых марок

### Надпечатки на марках Британской Индии
Почтовые марки Британской Индии с надпечаткой англ. «BAHRAIN» («Бахрейн») были в обращении в 1933—1947 годах вначале с изображением Георга V (1933), а затем — Георга VI с 1938 года. Всего надпечатки были сделаны на 49 различных почтовых марках.
В продаже в Бахрейне в январе 1946 года были также индийские почтовые марки из выпуска «Победа», а в 1934 году была выпущена марочная тетрадка номиналом в 16 анна.

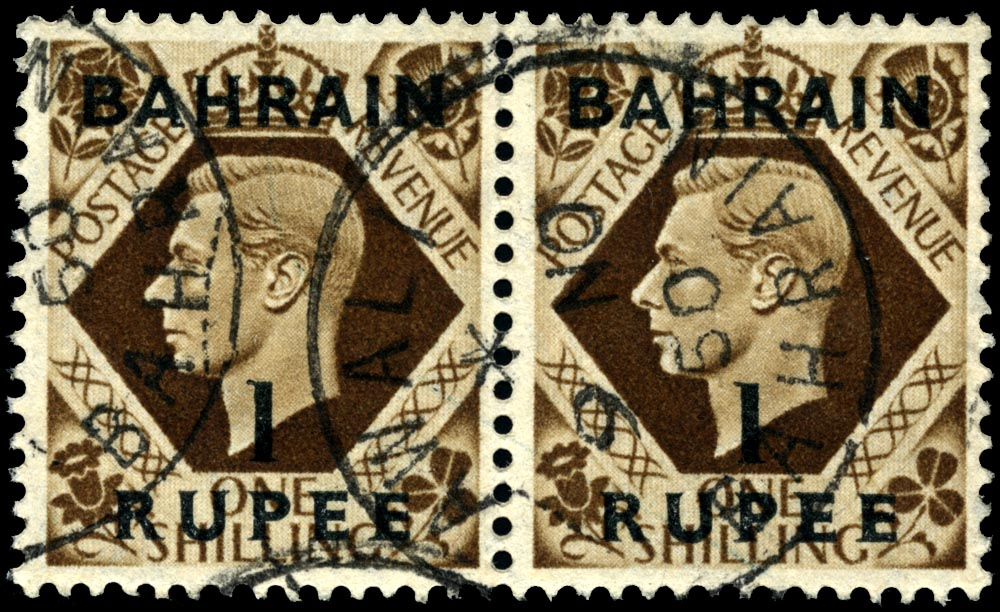
Пара погашенных почтовых марок Великобритании с изображением Георга VI с надпечаткой для использования в Бахрейне(Sc #59)

### Надпечатки на марках Великобритании
В 1948—1960 годах в почтовом обращении в Бахрейне находились почтовые марки Великобритании с изображением Георга VI, затем Елизаветы II с надпечаткой слова «BAHRAIN» («Бахрейн») и соответствующего номинала в индийской валюте. Тираж этих марок небольшой: всего было эмитировано 16 460 полных наборов. Они оставались в почтовом обращении до 1 июля 1960 года. Имеется множество разновидностей, которые перечислены в специализированных каталогах и за которыми охотятся филателисты.

### Первые оригинальные марки

Первый почтовый блок Бахрейна, 1976(Sc #247a)

Первыми оригинальными почтовыми марками, специально выпущенными для Бахрейна, стала серия из 11 стандартных марок, увидевшая свет в 1960 году. На почтовых миниатюрах был изображён шейх Сальман ибн Хамад аль-Халифа (англ. Salman ibn Hamad Al Khalifa (1894–1961)) с текстом на арабском языке в верхней части.
В 1964 году вышла новая стандартная серия (11 номиналов) с изображением шейха Исы ибн Сальмана аль-Халифа, ставшая последней серией, выпущенной британской почтовой администрацией.
Почта Бахрейна получила самостоятельность от Великобритании 1 января 1966 года, когда была эмитирована ещё одна стандартная серия из 12 марок с изображением шейха и рисунками местной тематики.
Очередная стандартная серия королевства появилась в обращении в 1976—1979 годах.
В 1966 году вышли первые памятные марки Бахрейна. Они были посвящены торговой ярмарке и выставке.
Памятные марки выпускались в стране по случаю 50-летию введения школьного образования, открытия станции слежения за спутниками, ко дню независимости, к 100-летию Всемирного почтового союза и по другим поводам.
В 1975 году увидела свет малый лист из 8 марок, посвящённый разведению чистокровных арабских лошадей. В таком же оформлении вышла серия о гончих псах. Вышедшая в 1980 году серия из 8 марок посвящена традиционному увлечению арабов — соколиной охоте.
В 1976 году был выпущен первый почтовый блок. Его сюжет — первый полёт самолета «Конкорд» по маршруту Бахрейн—Лондон.

### Эмиссионная политика
После обретения почтовой самостоятельности бахрейнская почта придерживалась консервативной эмиссионной политики, выпуская четыре-пять серий почтовых марок в год, изредка эмитируя новую серию стандартных марок. На марках обычно были представлены сюжеты местного или регионального характера. В период с 1933 года до 1982 года всего было эмитировано около 320 разных марок.

## Другие виды почтовых марок

### Почтово-налоговые
В 1973 году были выпущены две почтово-налоговые марки обязательного военного налога. Марка не указана в большинстве каталогов.

## Местные выпуски
В период с 1953 по 1961 год почтовым ведомством Бахрейна, находившимся в ведении Британского почтового агентства, был также выпущен ряд местных марок. На всех этих марках изображён шейх Сальман бен Хамад аль-Халифа, а их рисунок аналогичен серии 1960 года выпуска. Первый такой выпуск выходил в 1953—1956 годах и включал марки номиналом в 1½ анна (1953) и номиналами в ½ анны и 1 анна (1956)); в 1957 году он был дополнен новыми номиналами тиражом 3 тысячи серий, а в 1961 году переиздан с номиналами в новой валюте (шесть марок). Известны случаи использования марок местного выпуска для оплаты международных почтовых отправлений несмотря на то, что они были предназначены только для внутренней корреспонденции.

## Непочтовые и фальшивые марки

Фальшивая марка «верблюжьей почты Бахрейна» (1986—1990)

Существует ряд непочтовых и фальшивых марок Бахрейна. К первым, в частности, относятся гербовые марки, а также официальные виньетки по безопасности дорожного движения, бесплатно распространявшиеся бахрейнскими почтовыми отделениями в 1981 году. Фальшивая серия «верблюжьей почты Бахрейна» (Bahrain Camel Post) появилась в период с 1986 года по 1990 год. Она была основана на дизайне известной серии Судана о почтальонах пустыни и продавалась в помощь некоему дому детей-инвалидов.

## Коллекционирование
Филателистов Бахрейна объединяет в своих рядах Общество филателистов Бахрейна (Bahrain Philatelic Society). О его создании Министерство труда и общественных дел страны официально объявило 3 апреля 1980 года в ежемесячном журнале — печатном органе правительства. В обществе состоят как бахрейнцы, так и проживающие в королевстве иностранцы, и в него входят не только филателисты, но и нумизматы, бонисты, коллекционеры антиквариата, исторических документов, телефонных карт.